# エル・イホ・デ・ドス・カラス
エル・イホ・デ・ドス・カラス（El Hijo de Dos Caras）のリングネームで知られるギジェルモ・ロドリゲス・チュクアン（Guillermo Rodriguez Chucuan、1988年6月26日 - ）はメキシコのプロレスラー。サン・ルイス・ポトシ州サン・ルイス・ポトシ出身。
父はドス・カラス。兄はドス・カラス・ジュニア、アルベルト・デル・リオのリングネームで活躍し、現在はAAAに所属するエル・パトロン・アルベルト。伯父にミル・マスカラスとエル・シコデリコ、従兄弟にシコデリコ・ジュニアがいる。

## 来歴
幼少時、レスリング一族という家系である事からレスリングに打ち込む。
2001年、兄であるドス・カラス・ジュニアが日本の格闘技団体であるDEEPに参戦する事になり、セコンドとしてドス・カラス・フトゥーロ（Dos Caras Futuro）のリングネームで初来日を果たす。以降、DEEPやPRIDEに参戦するドス・カラス・ジュニアのセコンドとして継続して来日した。
本格的にプロレスラーになる事を志し、ダーク・フェニックス（Dark Phoenix）のリングネームでトレーニングを開始。

### WWE
2012年8月、WWEとディベロップメント契約を交わして入団。傘下団体であるFCWにて、メモ・モンテネグロ（Memo Montenegro）のリングネームでトレーニングを開始。11月8日、NXTにてビッグ・E・ラングストンとのシングルマッチにてプロレスラーデビューを果たすも一方的に攻められ最後にビッグ・エンディングを喰らいわずか30秒で敗戦。試合後にはラングストンのトレードマークとなっていたアンコールによるビッグ・エンディングをもう一度喰らい5カウントを数えられた。同月28日、エグザビアー・ウッズと対戦。執拗にヘッドロックで捕まり一度はクローズラインを決める場面を見せるが最後にオーナー・ロールを喰らい敗戦した。
2013年7月22日、WWEより解雇となった。

### インディー団体
WWE解雇後、エル・イホ・デ・ドス・カラス（El Hijo de Dos Caras）のリングネームを継承。2013年9月6日、プエルトリコの団体であるWWL（World Wrestling League）のWWL Dream Matches Tourに参戦。ミル・マスカラス & シコデリコ・ジュニアと組んでシエン・カラス・ジュニア & マスカラ・アニョ・ドスミル & ウニベルソ・ドスミルと6人制タッグマッチを行うも反則勝利となり、同月8日では再戦を行いプロレスラーとしてのキャリア初の勝利を飾った。
2014年1月、ナウカルパンを拠点とするIWRG（International Wrestling Revolution Group）に入団。7月20日、IWRG Zona XXIにてIWRGインターコンチネンタルヘビー級王座争奪6wayラダーマッチに出場。ドクトル・ワグナー・ジュニア、エレア・パーク、マスカラ・サグラダ、ピラタ・モルガンといった歴戦のオールドスター達を相手に最後は天井から吊るされたベルトを取る事に成功し、キャリア初の王座を戴冠した。10月5日、IWRG Zona XXIにてIWRGレイ・デル・リング王者であるイホ・デ・マスカラ・アニョ・ドスミルと自身が保持するIWRGインターコンチネンタルヘビー級王座を懸けてダブルタイトルマッチを行い、最後にレイネーラを決めて勝利して二冠王者となった。
2015年1月31日、トラルネパントラ・デ・バスを拠点とするUWE（Universal Wrestling Entertainment）に参戦。空位となっていたUWEタッグ王座をエル・イホ・デル・ドクトル・ワグナー・ジュニアと組んでエル・イホ・デル・エレア・パーク & イホ・デ・ピラタ・モルガン、ロス・トラウマス（トラウマ1号 & トラウマ2号）と3wayマッチで勝利して王座を戴冠した。3月1日、IWRG La Rebelion de los Juniors 2015にて2世レスラー達によるバトルロイヤルに出場して最後にイホ・デ・マスカラ・アニョ・ドスミルを脱落させて優勝を飾った。9月12日、プエブラを拠点とするPromociones R.A.に参戦。エル・イホ・デ・エスペクトロ・ジュニア & スティグマと組んで日本人ユニットのラ・フィエブレ・アマリージャ（OKUMURA & カマイタチ & 花岡大輔）と対戦するが無効試合となった。11月1日、IWRG El Castillo Del Terror 2015にてIWRGインターコンチネンタルヘビー級王座を保持するマスカラ・アニョ・ドスミル・ジュニアに挑戦。自身はヴェネノを、マスカラ・アニョ・ドスミル・ジュニアはカニス・ルパスをそれぞれセコンドに引き連れて対戦。試合途中にマスクを剥がされそうになるが耐えきり勝利してベルトを奪取した。

## 得意技
- レイネーラ

変型式。相手の首元と両脚を掴み自身の体と交差するように背面で持ち上げ、横回転しながら背中と腰部を絞め上げて最後に自身の両膝を落としダメージを与える。
- バック・スタバー

変型式。相手の両腕を交互にクラッチして側部から飛びつき両膝を相手の背中に押し当てて後方に倒れ込む。
- プランチャ・スイシーダ
- コルバタ
- スクープスラム

## タイトル歴
IWRG
- IWRGインターコンチネンタルヘビー級王座 : 2回
- IWRGレイ・デル・リング王座 : 1回
- IWRG La Rebelion De Los Juniors : 1回 優勝（2015年）

UWE
- UWEタッグ王座 : 1回

w / エル・イホ・デル・ドクトル・ワグナー・ジュニア